# Still Got the Blues
«Still Got the Blues (For You)» (укр. «Як і раніше сумую») — пісня північноірландського співака і музиканта Гері Мура з його дев'ятого студійного альбому Still Got the Blues (1990). Також була видана окремим синглом, який досяг 31-ї позиції в UK Singles Chart у травні 1990. Це єдиний сингл у сольній кар'єрі Мура, який потрапив у чарти Billboard Hot 100, де 16 лютого 1991 року він досяг 97-го місця. На пісню було знято кліп.
Кавер-версія пісні була записана Еріком Клептоном на його альбомі Old Sock 2013 як данина поваги Муру після його смерті в 2011 році

## Музиканти
- Гері Мур — вокал, соло і ритм-гітара
- Дон Ейрі — клавішні
- Гейвін Райт[en] — струнні інструменти
- Енді Пайл — бас-гітара
- Грем Вокер — ударні

## Сингл
1. «Still Got the Blues (For You)» — 4:12
2. «Left Me with the Blues» — 3:04